# Souain-Perthes-lès-Hurlus
Souain-Perthes-lès-Hurlus  là một xã thuộc tỉnh Marne trong vùng Grand Est đông nam nước Pháp. Xã này nằm ở khu vực có độ cao trung bình 137 mét trên mực nước biển.